# روزاليا غالييفا
روزاليا إلفاتوفنا غالييفا (بالروسية: Розалия Ильфатовна Галиева) هي لاعبة جمباز فني سابقة روسية ولدت في يوم 28 أبريل 1977 في مدينة أولماليق في جمهورية أوزبكستان الاشتراكية السوفيتية. أبرز إنجازاتها هو فوزها بالميدالية الذهبية في دورة الألعاب الأولمبية الصيفية 1992 في برشلونة حيث مثلت الفريق الأولمبي. وفازت أيضاً بالميدالية الفضية في دورة الألعاب الأولمبية الصيفية 1996 في أتالانتا حيث مثلت روسيا بمسابقة الفرق. فازت أيضاً بالميدالية الذهبية في بطولة العالم 1991 في إنديانابوليس.